# Beliops xanthokrossos
Beliops xanthokrossos är en fiskart som beskrevs av Hardy, 1985. Beliops xanthokrossos ingår i släktet Beliops och familjen Plesiopidae. Inga underarter finns listade.